# Sockerglas
Sockerglas är ett material som används för specialeffekter inom film och teater. Det liknar vanligt glas, men är extremt lättkrossat och lämnar inga farliga skärvor eller splitter.
Sockerglas tillverkas genom att man bereder en het massa av främst socker och sirap (därav namnet), men den exakta sammansättningen varierar. Massan gjuts till önskad form och får stelna.